# Литосфера
Литосферата (от гръцки: λίθος – „камък“ и σφαίρα – „сфера“) е най-горната твърда обвивка на нашата планета. Тя включва земна кора и най-горните части на мантията разположени над астеносферата. Отделянето на литосферата от астеносферата се базира на реологични свойства, а не на химични. В повечето случаи долната граница на литосферата е рязка, като на дълбочина 100 – 150 km има една забележителна зона с ниски скорости на сеизмичните вълни. Тя се нарича зона с нисък вискозитет и се разполага под повечето платформни области и горната ѝ граница съвпада с основата на литосферата. Под средноокеанските хребети и континенталните рифтове тази зона може да достигне до границата на Мохоровичич (под 2,5 km). Нисковискозитетната зона е слабо представена под повечето докамбрийски щитове и вероятно не съществува под архайските, където литосферата е с дебелина над 300 km. Тази зона, която е резултат от топене на горната мантия, играе главна роля плейттектониката, осигурявайки нисковискозен слой, върху който плочите се плъзгат с много малко триене. От температурна гледна точка, нисковискозитетната зона съвпада с изотерма съответстваща на температурата на солидуса на скалите. Дебелината на литосферата в различните участъци е различна и се определя по различни способи:
- чрез геотермичен градиент (изчислявайки дълбочина на солидуса);
- чрез сеизмични изследвания (зона с рязко падане на скоростта на вълните и загуба на отражение);
- чрез изучаване характера на пластични деформации в литосферата.

Дебелината на литосферата варира между 50 – 120 km, като достига до 300 km. Под средноокеанските хребети тя може да е с дебелина 5 – 6 km. Литосферата е прекъсната в тесни удължени зони, които в съвременния релеф отговарят на главните активни тектонски зони (средноокеанските хребети и съвременните дълбоководни бразди и по протеженията на трансформните разломи пресичащи средноокеанските хребети). В останалите участъци литосферата е непрекъсната и оформя отделни тънки блокове, някои от които с огромни размери и се наричат плочи. В латерално направление от физико-механична гледна точка тези плочи се проявяват като безкрайни твърди и крехки и имат устойчиво съпротивление на напрежението на срязване.